# Novokujbyševsk
Novokujbyševsk è una città della Russia europea sudorientale (oblast' di Samara); sorge nella parte occidentale della oblast', a breve distanza dal fiume Volga (in corrispondenza del bacino di Samara), 20 chilometri a sudovest di Samara.